# August Rei
August Rei (* 10. Märzjul. / 22. März 1886greg. in Pilistvere, Gemeinde Kõo, Kreis Viljandi; † 29. März 1963 in Stockholm) war ein estnischer Jurist, Diplomat und Politiker. Er war von 1928 bis 1929 Staatsoberhaupt der Republik Estland.

## Frühe Jahre
August Rei besuchte das Gymnasium in Tartu und Nowgorod. Von 1904/1905 und von 1907 bis 1911 studierte er Rechtswissenschaft an der Universität von Sankt Petersburg. 1905 nahm er an der russischen Revolution teil und engagierte sich publizistisch für die sozialdemokratische Bewegung im Zarenreich. 1906 gab er illegal in Tallinn das sozialdemokratische Organ Sotsiaaldemokraat heraus.
1912/13 leistete Rei seinen Wehrdienst in der russischen Armee ab. Von 1913 bis 1914 war er als Anwalt in Viljandi tätig. Während des Ersten Weltkrieges diente er von 1914 bis 1917 in der Festung von Sankt Petersburg als Artillerie-Offizier.

## Politische Karriere
Mit der Ausrufung der Republik Estland am 24. Februar 1918 fand August Rei zur aktiven Politik. 1918/1919 war er in der Provisorischen Regierung Estlands Arbeits- und Sozialminister sowie stellvertretender Ministerpräsident. 1919/1920 war er Präsident der verfassunggebenden Versammlung, die die erste Verfassung der Republik Estland ausarbeitete. Danach war er fast ununterbrochen Mitglied des estnischen Parlaments (Riigikogu). 1925/1926 nahm August Rei das Amt des Parlamentspräsidenten wahr. 1927/28 war er Chefredakteur der estnischen Zeitung Rahva Sõna („Stimme des Volkes“).
1928/1929 war er Staatsältester und damit Staatsoberhaupt der Republik Estland. 1932/1933 bekleidete Rei das Amt des estnischen Außenministers. Von 1938 bis 1940 war er estnischer Gesandter in der Sowjetunion.
Daneben war August Rei als Anwalt tätig. 1932 wurde ihm die Ehrendoktorwürde der Juristischen Fakultät der Universität Tartu verliehen.

## Exil
Bei der Besetzung Estlands durch die Sowjetunion gelang August Rei 1940 die Flucht nach Schweden. Im Jahre 1944 war Rei Außenminister der estnischen Regierung von Ministerpräsident Otto Tief. Von 1945 bis zu seinem Tod 1963 war er Ministerpräsident der estnischen Exilregierung mit den Aufgaben des Präsidenten. Er starb im schwedischen Exil. Am 21. Juni 2006 wurden die sterblichen Überreste von August Rei auf dem Stockholmer Bromma Friedhof exhumiert und nach Estland überführt. Dort wurde er am 27. August 2006 an der Seite seiner Ehefrau Therese auf dem Waldfriedhof in Tallinn beigesetzt.